# Wet natuurbescherming
De Wet natuurbescherming (Wnb) was een Nederlandse wet die de bescherming van natuurgebieden, soorten en bos regelde. De wet was vanaf 1 januari 2017 van kracht, hij verving drie andere wetten: de Natuurbeschermingswet 1998, de Boswet en de Flora- en faunawet. Sinds 1 januari 2024 is de Wet natuurbescherming vervangen door de Omgevingswet.

## Aanleiding en doel
Toen staatssecretaris Bleker, verantwoordelijk voor natuurbeleid, de 'Wet natuur' in 2012 indiende, was een van zijn doelstellingen de verantwoordelijkheid voor natuurbeleid meer dan voorheen bij lagere overheden en maatschappelijke organisaties te leggen. Hij wilde 'economie en ecologie meer verbinden', de wetgeving beter laten aansluiten op internationale afspraken en bezuinigen op de uitgaven voor natuurbeleid. De natuurbeschermingsinspanningen van de Nederlandse rijksoverheid moesten beperkt worden tot datgene waartoe Europese regelgeving verplichtte. In de wet waren deze elementen terug te vinden.
De Wet natuurbescherming had drie subdoelen. Naast de bescherming van de biodiversiteit in Nederland ging het om decentralisatie van natuurbescherming en om de vereenvoudiging van regels. De provincies werden met de wet voor een groot deel verantwoordelijk voor natuurbeleid. Verder werden vergunningen en ontheffingen in een enkel document geregeld. In de wet werden gebiedsbescherming, soortbescherming en bosbescherming in afzonderlijke delen behandeld, voortbouwend op de drie vervangen wetten.

## Gebiedsbescherming
De wet regelde de bescherming van de in het kader van Europees natuurbeleid aangewezen Natura 2000-gebieden op een soortgelijke manier als in de voorgaande wetgeving. De zogenaamde Beschermde natuurmonumenten kregen anders dan in vorige wetten geen wettelijke bescherming meer.
De Stikstofwet van 2021, bedoeld om de stikstofbelasting voor de natuur te verminderen, bevatte een bouwvrijstelling die de toepassing van de Stikstofwet versoepelde voor projecten nabij Natura 2000-gebieden. Op 2 november 2022 werd deze echter door de Raad van State ongeldig verklaard.

## Soortbescherming
De wet regelde de bescherming van planten- en diersoorten, op soortgelijke manier als in de voorgaande wet. Er waren echter enkele verschillen. Zo was verstoren niet meer strafbaar als dit zonder opzet gebeurde. Ook was opzettelijke verstoring van vogels soms mogelijk. Verder was in de wet de lijst van beschermde soorten aangepast. Het aantal beschermde vaatplanten, libellen en vlinders werd uitgebreid, terwijl de bescherming van mieren kwam te vervallen.

## Bosbescherming
De wet regelde bescherming van bos en houtopstanden, ongeveer op dezelfde manier als in voorgaande wetgeving. Zo was er een meldingsplicht en herplantplicht: wie wilde kappen moet dat melden en eenzelfde areaal herplanten. De provincies zouden dit volgens de wet regelen. Wanneer het ging om natuurontwikkeling bij een Natura 2000-gebied, gold de herplantplicht niet meer.